# Coniophanes sarae
La culebra rayada michoacana (Coniophanes sarae) es una especie de reptil perteneciente a la familia Dipsadidae.

## Descripción
Serpiente pequeña con el dorso color naranja-rojo; superficies dorsales de la cabeza y el cuello negros, seguidos de un collar claro de una escama de largo; capucha nucal negra no extendiéndose a las ventrales; escamas dorsales en la mitad del cuerpo en 19 hileras.

## Distribución
Coniophanes sarae es conocido de elevaciones intermedias en la Sierra de Coalcomán del suroeste de Michoacán.

## Hábitat
Coniophanes sarae es un reptil del bosque tropical subcaducifolio.

## Estado de conservación
Se encuentra catalogada dentro de la lista roja de la IUCN como datos insuficiente (DD).